# Вулиця Миколи Шепелєва

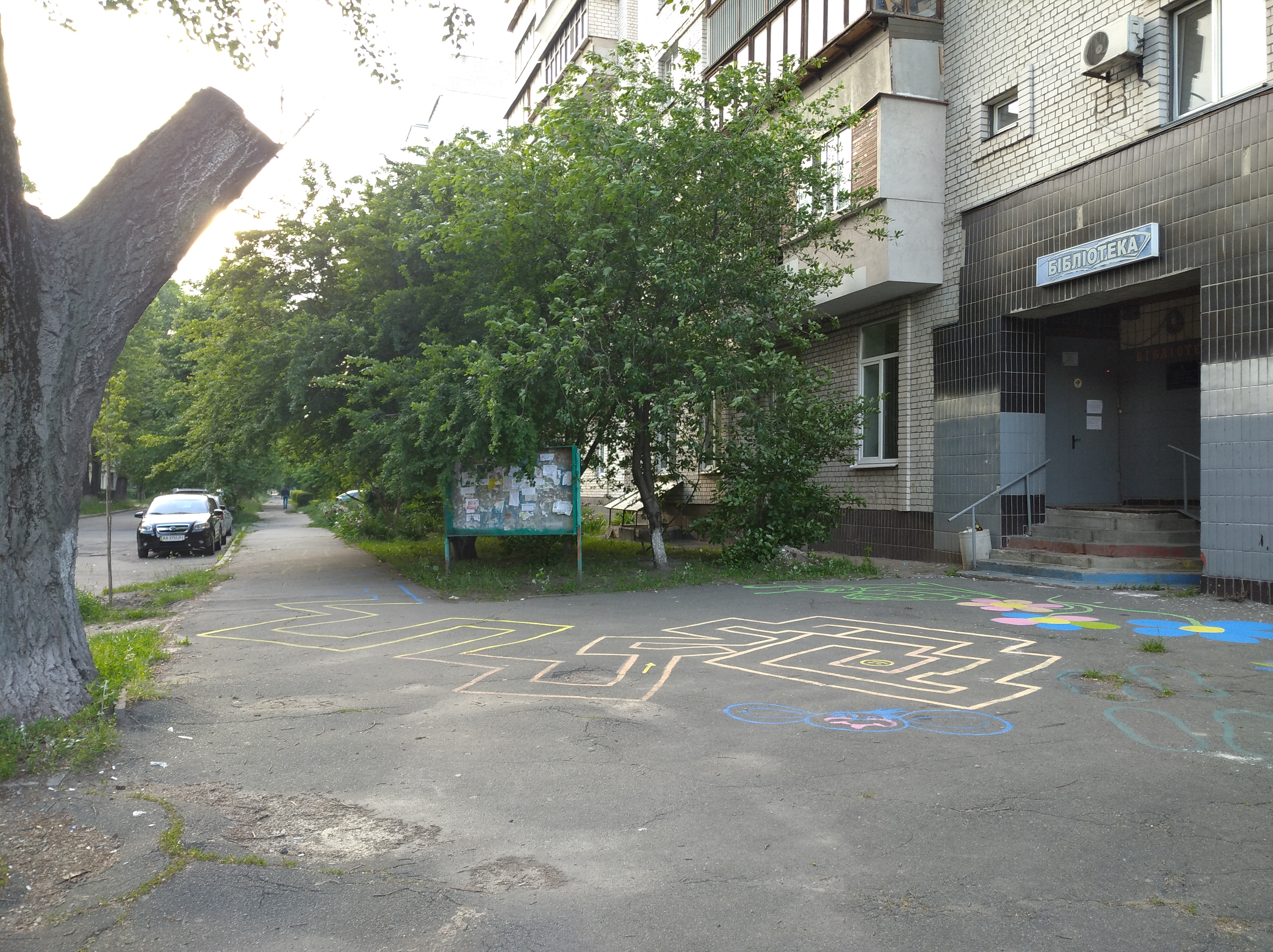
БСЧ імені О. Гончара на вул. Шепелєва, 13

Ву́лиця Мико́ли Ше́пелєва — вулиця в Солом'янському районі міста Києва, місцевість. Пост-Волинський Відрадного проспекту до Новопольової вулиці.
Прилучаються вулиці Патріотів та Зелена.

## Історія
Вулиця виникла в 40-х роках XX століття під назвою 142-га Нова, з 1944 року — Автогенна. 
Сучасна назва — з 1975 року, на честь Героя Радянського Союзу Миколи Шепелєва.

## Установи та заклади
- Київське вище професійне училище будівництва та дизайну (буд. № 3)
- Центр перепідготовки та підвищення кваліфікації керівних кадрів Державної податкової служби України (буд. № 3-А)
- Бібліотека сімейного читання імені Олеся Гончара (буд. № 13)

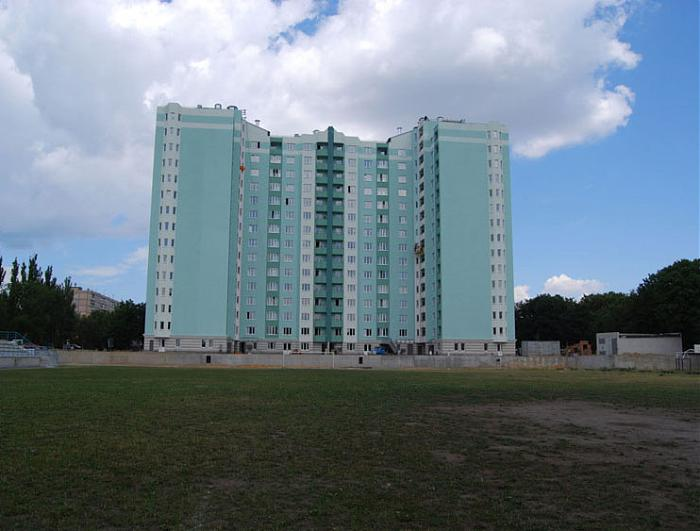
Стадіон Київського вищого професійного училища будівництва та дизайну